# Seneca (folk)

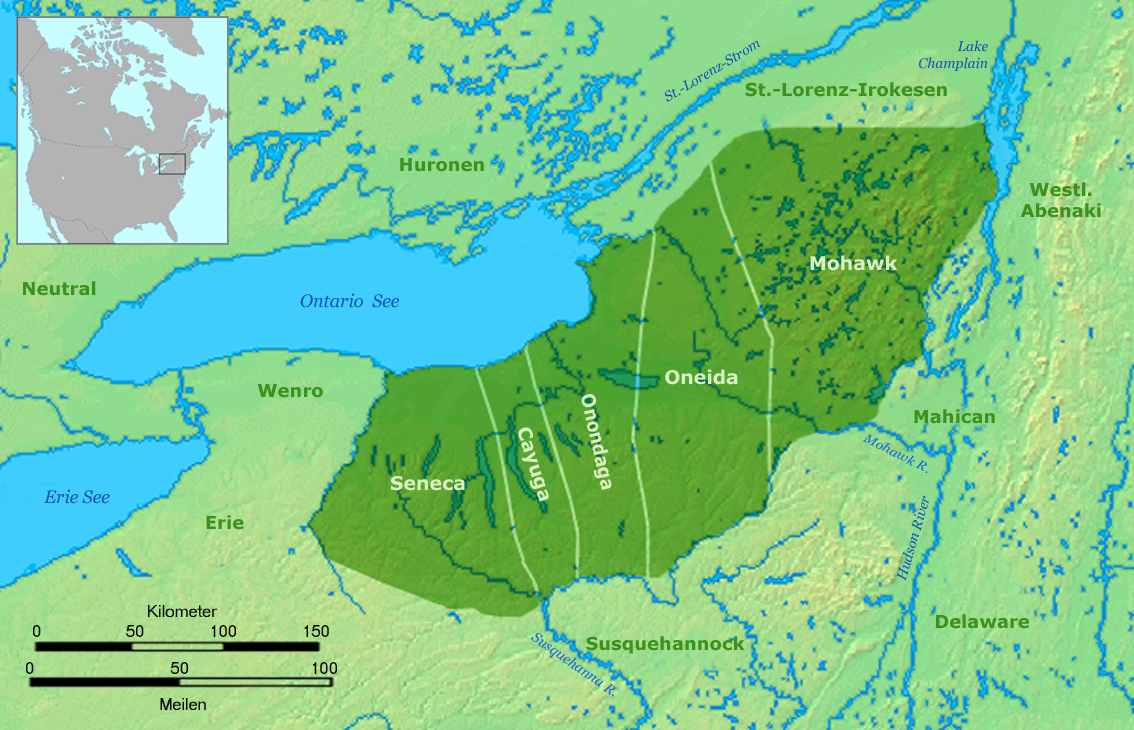
Seneca var den västra dörrens väktare.

Seneca eller Onöndowága är ett irokesiskt folk som sedan urminnes tid tillhör Irokesförbundet. De var förbundets "väktare av den västra dörren", eftersom de bodde längst västerut i förbundet. Idag tillhör de flesta seneca antingen Six Nations of the Grand River First Nation i Ontario eller Seneca Nation of New York i New York. En mindre grupp tillhör Tonawanda Band of Seneca, också i New York. Grupper av seneca och cayuga som flyttade till Ohiodalen sammansmälte till ett nytt folk, mingos.